# Rad Racer
Rad Racer est un jeu vidéo de course automobile, développé et publié par Square Co. en 1987 pour la console Nintendo Entertainment System. Ce titre, un des premiers du genre sur cette console, est considéré comme la réponse de Nintendo au fameux Out Run de son concurrent Sega, sorti l'année précédente.
Le jeu sortit d'abord au Japon sur Famicom sous le nom Highway Star (ハイウェイスター). Pour sa sortie américaine ce nom fut changé, pour éviter l'homonymie avec le tube Highway Star de Deep Purple.

## Système de jeu
Le gameplay n'est pas sans rappeler celui de Out Run, jusqu'au changement de thème musical sur l'auto-radio de la voiture où le joueur a le choix entre l'absence de musique ou l'une des trois musiques composées par Nobuo Uematsu (compositeur connu pour ses œuvres dans la série de jeux vidéo de rôle Final Fantasy).
Le jeu propose une série de 8 courses sur route où le joueur doit passer différents checkpoints avec une limite de temps, au volant d'une Ferrari 328 ou d'une voiture de Formule 1 (semblable à une Lotus 99T). En cas de collision avec une autre voiture ou un obstacle, le véhicule est immobilisé pendant un moment avant de pouvoir redémarrer.
Le jeu propose également un mode « 3D » qui donne, grâce aux lunettes 3D bi-colores fournies, une impression d'image en trois dimensions (anaglyphe). Cette technique avait déjà été utilisée par Square dans 3-D WorldRunner, paru un peu plus tôt la même année.

## Circuits
1. Sunset Coastline
2. San Francisco Highway
3. Grand Canyon
4. Ruins of Athens
5. Los Angeles Night Way
6. Snow White Line
7. Seaway in Typhoon
8. Last Seaside Running

## Suite
Une suite, Rad Racer II, a été publiée aux États-Unis uniquement, en 1990.